# 胡比·布朗

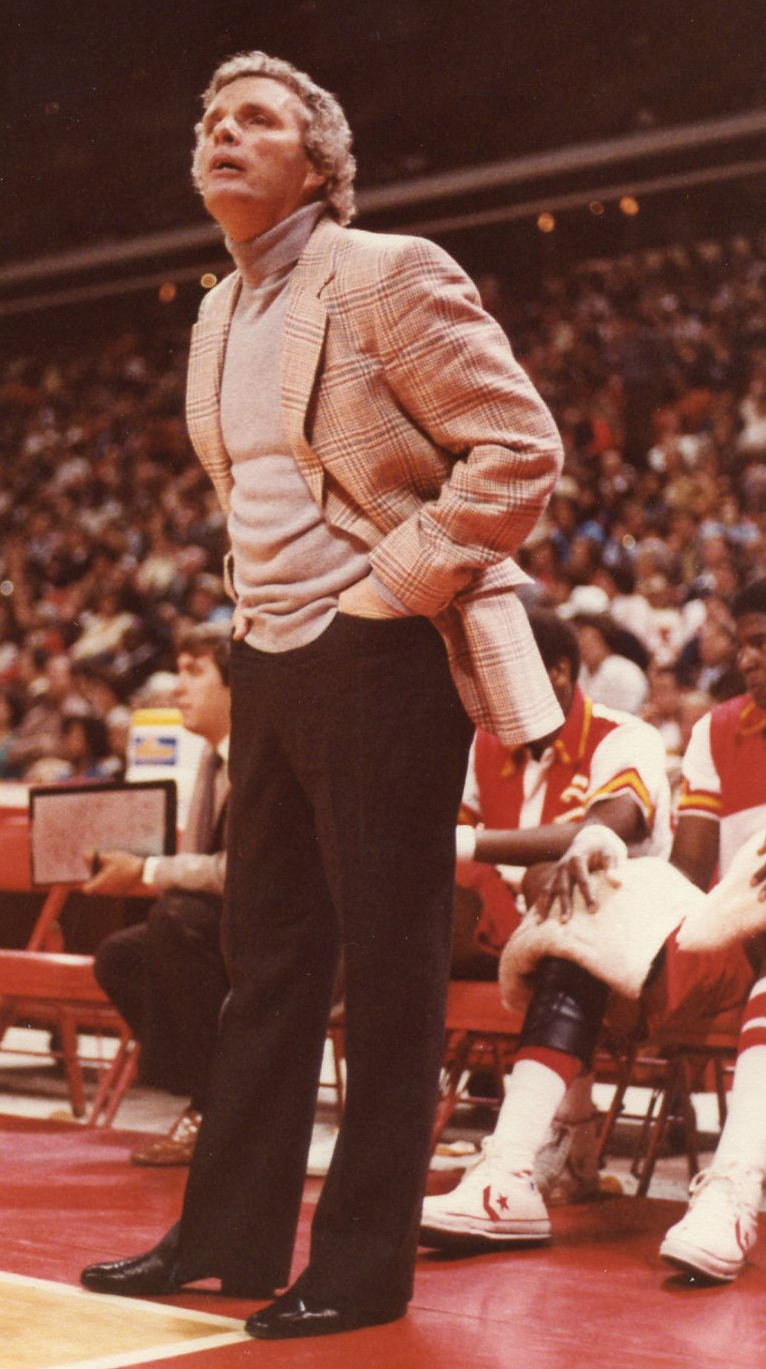
胡比·布朗

休伯特·朱迪·“胡比”·布朗（英語：Hubert Jude "Hubie" Brown，1933年9月25日—），生于宾西法尼亚州海兹莱顿 （Hazleton），美国前职业篮球教练，现为电视转播分析员。他两次夺得NBA最佳教练称号，其间间隔了26年。主打老鹰进攻

## 名人堂
2005年，布朗以篮球贡献者的身份被引入篮球名人堂。